# 隘口 (大字)
隘口，是臺灣新竹縣竹北市的一個傳統地域名稱，位於該市東南部。相較於今日行政區，其範圍大致與隘口里相近。
高鐵新竹站及台鐵轉運站六家車站均位於本地區西北部。

## 歷史
台灣清治末期至日治初期，隘口地區為一街庄，稱為「隘口庄」，隸屬於竹北一堡。該庄輪廓略呈西北－東南方向且尖端朝東南的錐形，西北邊與芒頭埔庄為鄰，東北側由西至東與十興庄、東海窟庄、三崁店庄為鄰，西南側由東至西與蔴園肚庄、六張犁庄為鄰。
1901年（日治明治三十四年）11月，全台廢縣廳改設二十廳，該庄隸屬於新竹廳。1909年（明治四十二年）10月，合併二十廳為十二廳，該庄隸屬不變。1920年（大正九年），廢十二廳改設五州二廳，該庄改制並改名為「隘口」大字，隸屬於新竹州新竹郡六家庄。1941年因舊港庄、六家庄部份大字併入新竹市，故將兩庄剩餘大字合併為竹北庄，本地區隸屬之。
戰後竹北庄改制為竹北鄉，隸屬於新竹縣，大字亦改制為村。1950年桃、竹、苗分治，竹北鄉隸屬不變。1988年，竹北鄉因屬縣政府所在地，升格為竹北市，村亦改制為里。

## 交通
高鐵路線大致以北北東—南南西走向經過隘口地區西部，境內設有新竹站，由此可快速前往高鐵南北各站。該站週邊地區劃為「高速鐵路新竹車站特定區」，範圍包括隘口地區西北半部、西北鄰芒頭埔地區不含西北端嘉豐二街以西部分、西南鄰六張犁地區北半部。
台鐵六家線是連絡高鐵新竹車站與內灣線竹中車站的鐡路，在本地區路線大致與高鐵路線平行且位於其西側，其北側端點六家車站位於高鐵新竹車站的西側。由該站發出的電聯車可前往位於新竹市區的台鐵新竹車站。

## 學校
- 康乃薾國中小（部分）

## 廟宇
- 隘口伯公廣福宮（土地祠）
- 十三甲伯公廟（土地祠）